# Espécies de Agave
À data de Dezembro de 2012, a World Checklist of Selected Plant Families reconhece 194 espécies de Agave. De seguida apresenta-se uma lista por ordem alfabética.

## A
- Agave acicularis Trel.
- Agave acklinicola Trel.

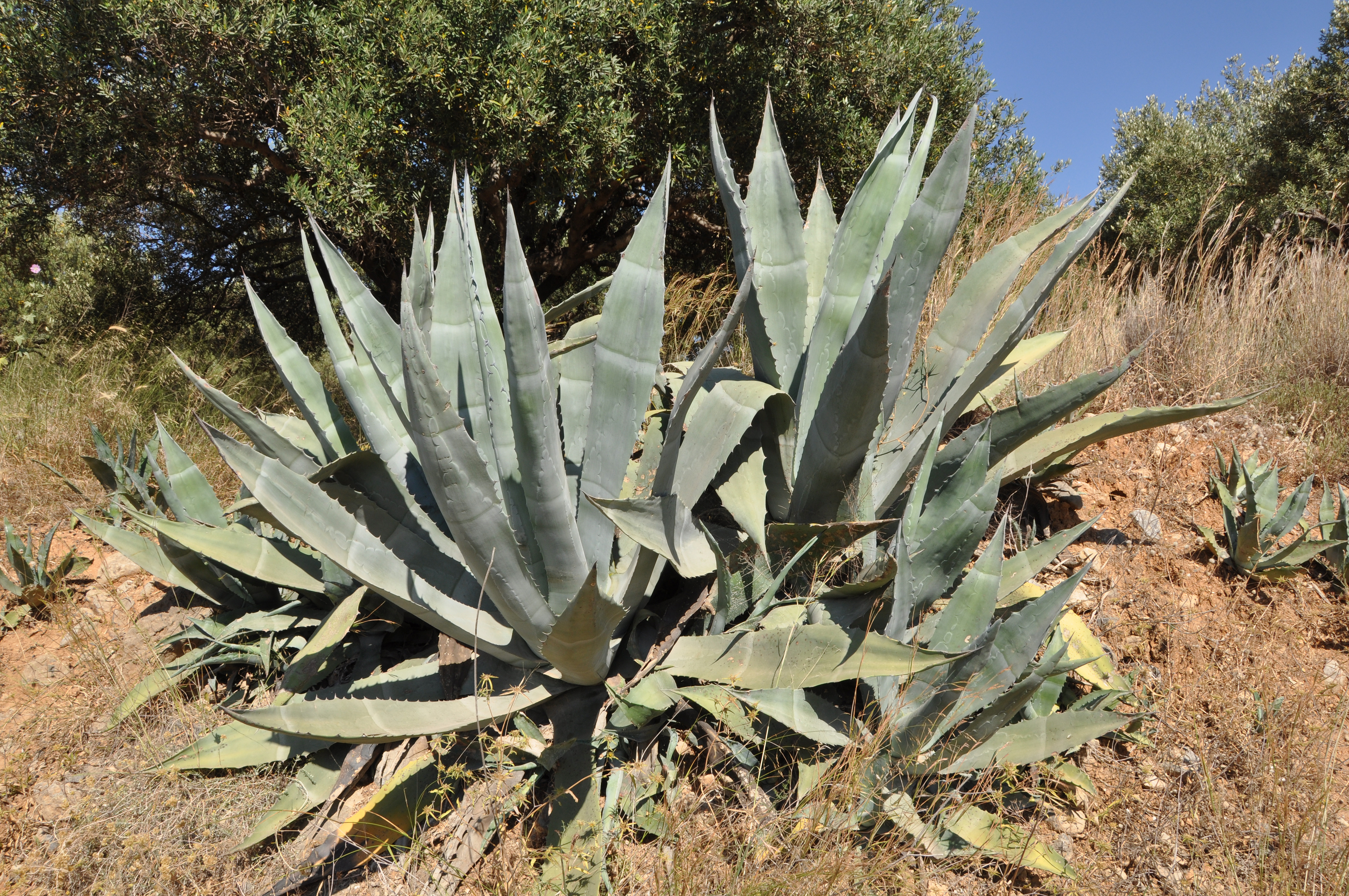
A. americana

- Agave × ajoensis W.C.Hodgs. = A. deserti var. simplex × A. schottii var. schottii
- Agave aktites Gentry
- Agave albescens Trel.
- Agave albomarginata Gentry
- Agave albopilosa I.Cabral
- Agave americana L.
  - Agave americana subsp. americana
  - Agave americana subsp. protamericana Gentry
- Agave angustiarum Trel.
- Agave anomala Trel.
- Agave antillarum Descourt.
- Agave applanata Lem. ex Jacobi
- Agave arcedianoensis Cházaro
- Agave × arizonica Gentry & J.H.Weber = A. chrysantha × A. toumeyana var. bella
- Agave arubensis Hummelinck
- Agave asperrima Jacobi – Maguey spero, Rough Century Plant
  - Agave asperrima subsp. asperrima
  - Agave asperrima subsp. maderensis (Gentry) B.Ullrich
  - Agave asperrima subsp. potosiensis (Gentry) B.Ullrich
  - Agave asperrima subsp. zarcensis (Gentry) B.Ullrich
- Agave atrovirens Karw. ex Salm-Dyck
- Agave attenuata Salm-Dyck
  - Agave attenuata subsp. attenuata
  - Agave attenuata subsp. dentata (J.Verschaff.) B.Ullrich
- Agave aurea Brandegee
- Agave avellanidens Trel.

## B
- Agave bahamana Trel.
- Agave beauleriana Jacobi
- Agave boldinghiana Trel.
- Agave boscii (Hornem.) ined.
- Agave bovicornuta Gentry
- Agave braceana Trel.

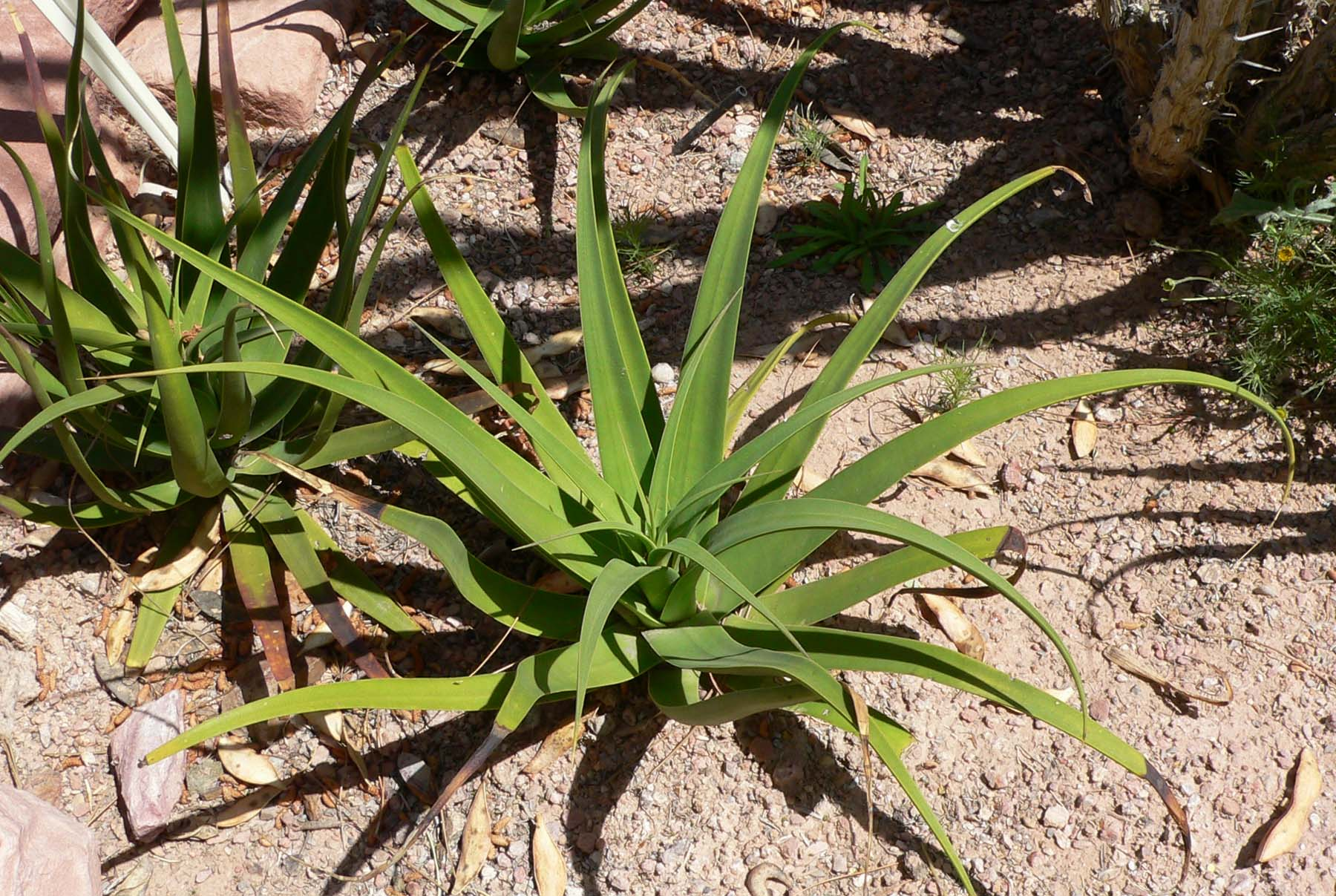
A. bracteosa

- Agave bracteosa S.Watson ex Engelm.
- Agave brevipetala Trel.
- Agave brevispina Trel.
- Agave brittoniana Trel.

## C
- Agave cacozela Trel.
- Agave cajalbanensis A.Álvarez
- Agave calodonta A.Berger

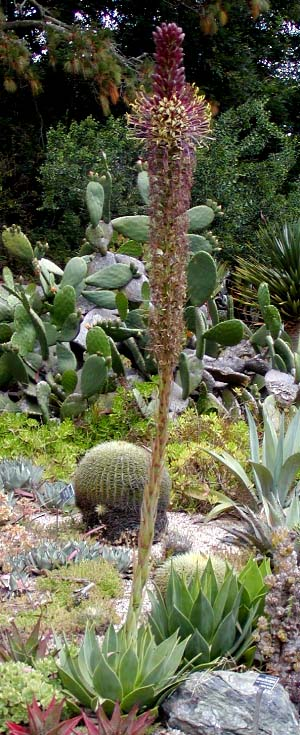
A. chiapensis

- Agave cantala (Haw.) Roxb. ex Salm-Dyck
- Agave capensis Gentry
- Agave caribaeicola Trel.
- Agave cerulata Trel.
  - Agave cerulata subsp. cerulata
  - Agave cerulata subsp. dentiens (Trel.) Gentry
  - Agave cerulata subsp. nelsonii (Trel.) Gentry
  - Agave cerulata subsp. subcerulata Gentry
- Agave chazaroi A.Vázquez & O.M.Valencia
- Agave chiapensis Jacobi
- Agave chrysantha Peebles
- Agave chrysoglossa I.M.Johnst.
- Agave cocui Trel.
- Agave collina Greenm.
- Agave colorata Gentry – Mescal ceniza
- Agave congesta Gentry
- Agave convallis Trel.
- Agave cundinamarcensis A.Berger
- Agave cupreata Trel. & A.Berger

## D

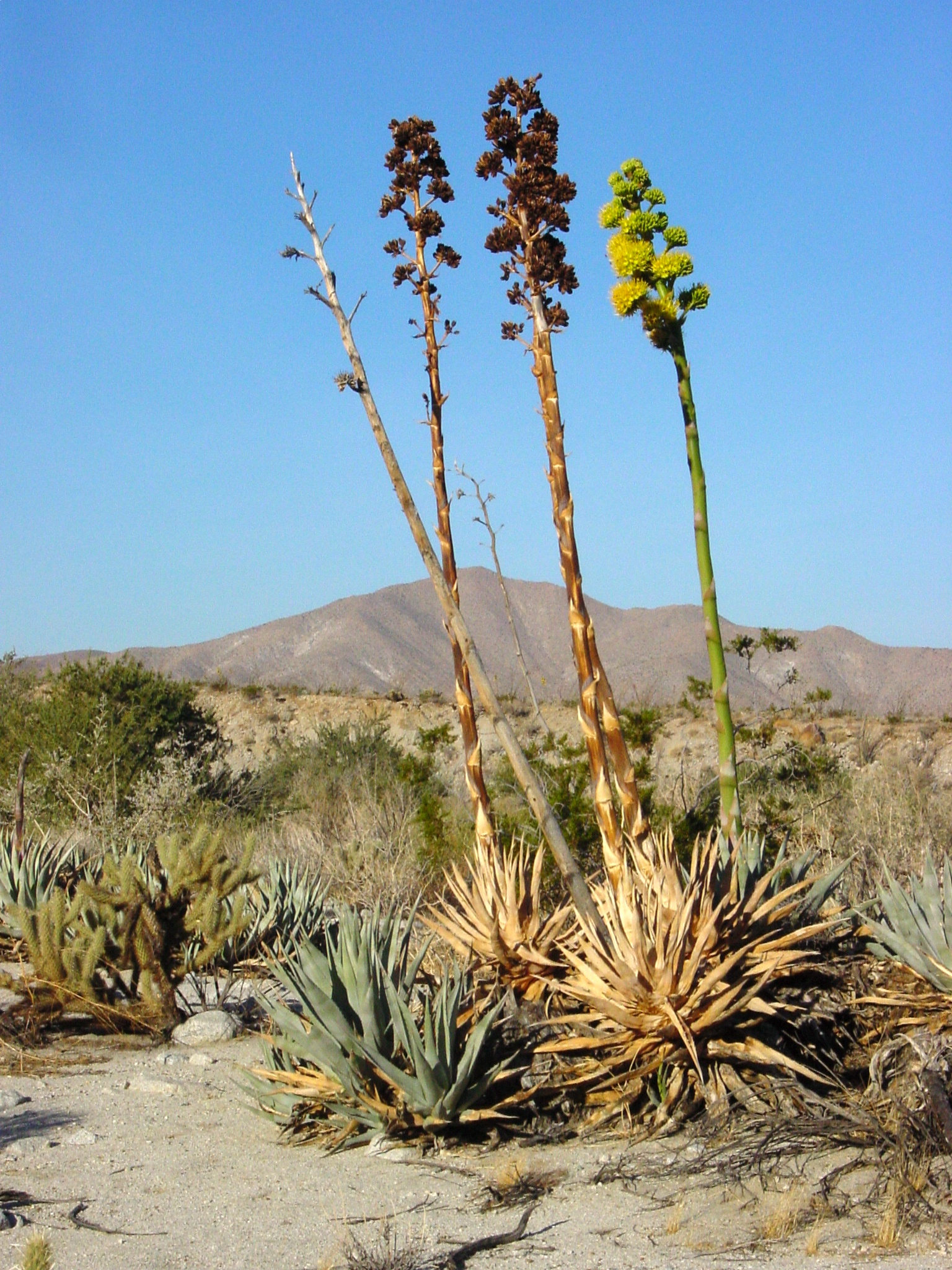
A. deserti

- Agave dasylirioides Jacobi & C.D.Bouché
- Agave datylio F.A.C.Weber
- Agave de-meesteriana Jacobi
- Agave decipiens Baker
- Agave delamateri W.C.Hodgs. & Slauson
- Agave deserti Engelm.
- Agave difformis A.Berger
- Agave durangensis Gentry
- Agave dussiana Trel.

## E
- Agave eggersiana Trel.
- Agave ehrenbergii Jacobi
- Agave ellemeetiana Jacobi
- Agave ensifera Jacobi
- Agave evadens Trel.

## F
- Agave felgeri Gentry
- Agave filifera Salm-Dyck
- Agave flexispina Trel.
- Agave fortiflora Gentry
- Agave fourcroydes Lem.
- Agave funkiana K.Koch & C.D.Bouché

## G

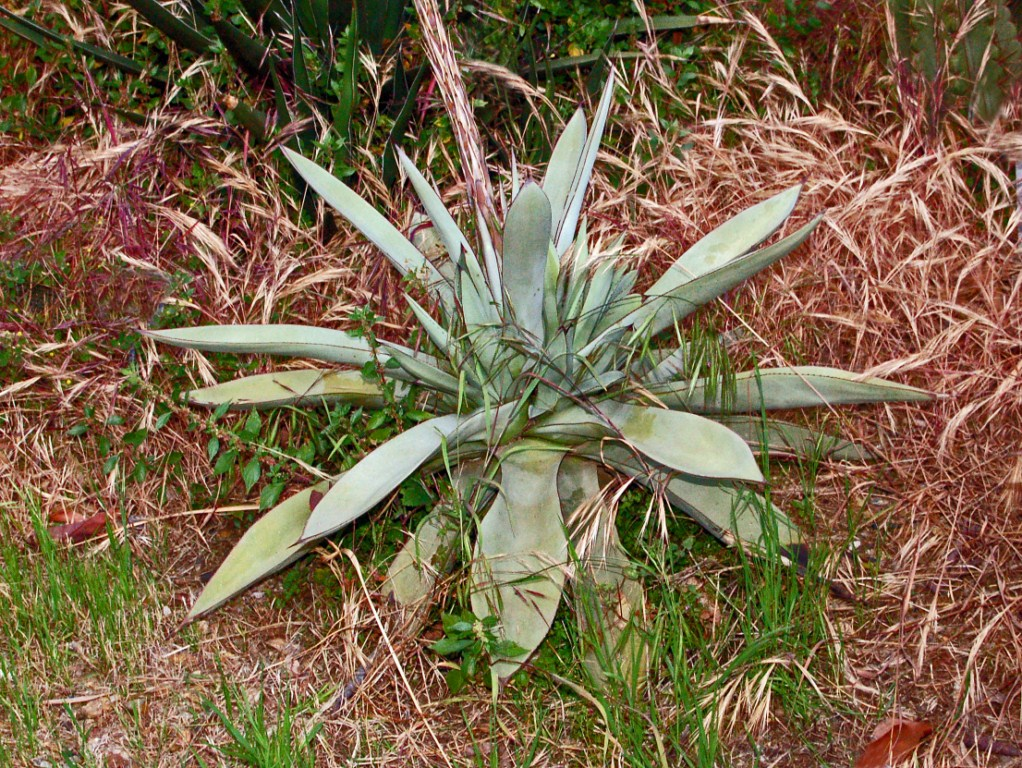
A. guiengola

- Agave garciae-mendozae Galván & L.Hern.
- Agave gentryi B.Ullrich
- Agave ghiesbreghtii Lem. ex Jacobi
- Agave gigantensis Gentry
- Agave gilbertii A.Berger
- Agave × glomeruliflora (Engelm.) A.Berger = A. havardiana × A. lechuguilla
- Agave gracilipes Trel.
- Agave grisea Trel.
- Agave guadalajarana Trel.
- Agave guiengola Gentry
- Agave gypsophila Gentry

## H
- Agave harrisii Trel.
- Agave havardiana Trel.
- Agave hiemiflora Gentry
- Agave hookeri Jacobi
- Agave horrida Lem. ex Jacobi
  - Agave horrida subsp. horrida
  - Agave horrida subsp. perotensis B.Ullrich
- Agave hurteri Trel.

## I–J
- Agave impressa Gentry
- Agave inaequidens K.Koch
  - Agave inaequidens subsp. barrancensis Gentry
  - Agave inaequidens subsp. inaequidens
- Agave inaguensis Trel.
- Agave indagatorum Trel.
- Agave intermixta Trel.
- Agave isthmensis A.García-Mend. & F.Palma
- Agave jaiboli Gentry
- Agave jarucoensis A.Álvarez

## K–L

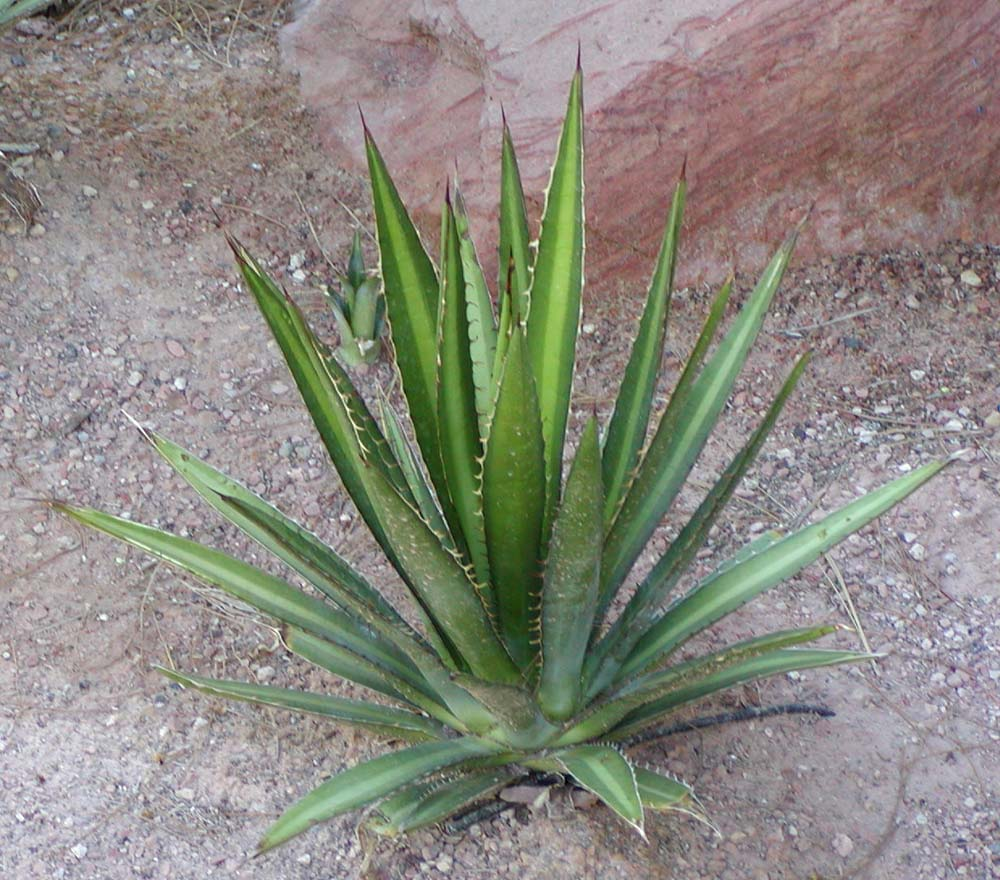
A. lechuguilla

- Agave karatto Mill.
- Agave karwinskii Zucc.
- Agave kerchovei Lem.
- Agave kewensis Jacobi
- Agave lagunae Trel.
- Agave lechuguilla Torr.
- Agave longipes Trel.

## M
- Agave macroacantha Zucc.
- Agave mapisaga Trel.
- Agave margaritae Brandegee
- Agave marmorata Roezl
- Agave maximiliana Baker
- Agave mckelveyana Gentry
- Agave microceps (Kimnach) A.Vázquez & Cházaro
- Agave millspaughii Trel.
- Agave minor Proctor
- Agave missionum Trel. – Corita

- Agave mitis Mart.
- Agave montana Villarreal

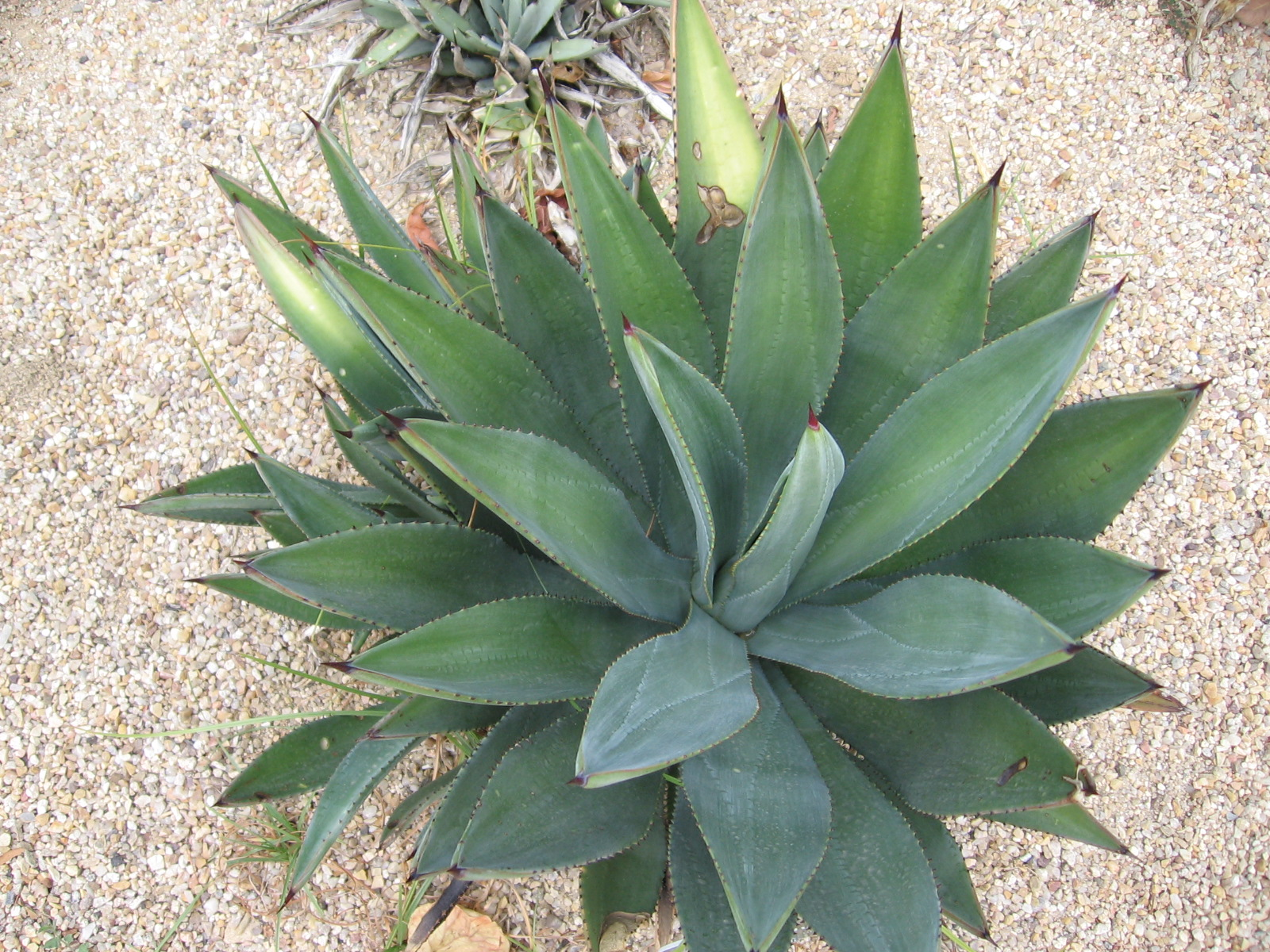
A. murpheyi

- Agave montium-sancticaroli García-Mend.
- Agave moranii Gentry
- Agave multifilifera Gentry
- Agave murpheyi Gibson

## N
- Agave nashii Trel.
- Agave nayaritensis Gentry
- Agave neglecta Small
- Agave nickelsiae Rol.-Goss.
- Agave nizandensis Cutak
- Agave nuusaviorum García-Mend.
  - Agave nuusaviorum subsp. deltoidea García-Mend.
  - Agave nuusaviorum subsp. nuusaviorum

## O
- Agave obscura Schiede ex Schltdl.
- Agave ocahui Gentry
- Agave ornithobroma Gentry
- Agave oroensis Gentry
- Agave ortgiesiana (Baker) Trel. in L.H.Bailey
- Agave ovatifolia G.D.Starr & Villarreal

## P
- Agave pachycentra Trel.
- Agave palmeri Engelm.

- Agave papyrocarpa Trel.

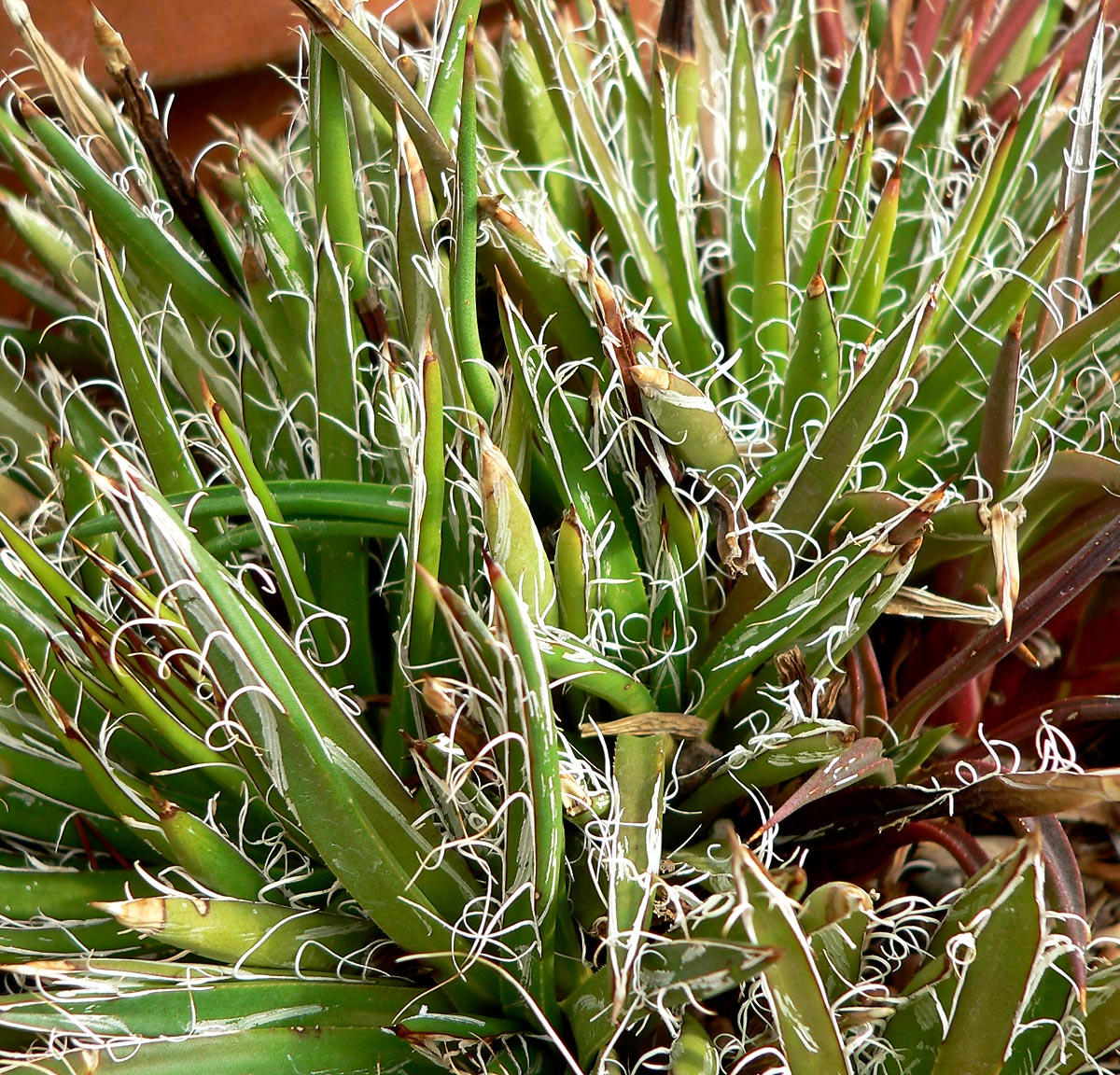
A. parviflora

  - Agave papyrocarpa subsp. macrocarpa A.Álvarez
  - Agave papyrocarpa subsp. papyrocarpa
- Agave parrasana A.Berger
- Agave parryi Engelm.
  - Agave parryi subsp. neomexicana (Wooton & Standl.) B.Ullrich
  - Agave parryi subsp. parryi
- Agave parvidentata Trel.
- Agave parviflora Torr. in W.H.Emory
  - Agave parviflora subsp. densiflora G.D.Starr & T.Van Devender
  - Agave parviflora subsp. flexiflora Gentry
  - Agave parviflora subsp. parviflora
- Agave peacockii Croucher
- Agave pelona Gentry – Bald Agave
- Agave pendula Schnittsp.
- Agave petiolata Trel.
- Agave petrophila A.García-Mend. & E.Martínez
- Agave phillipsiana W.C.Hodgs.
- Agave pintilla S.González
- Agave polianthiflora Gentry
- Agave polyacantha Haw.
- Agave potatorum Zucc.
- Agave potreriana Trel.
- Agave promontorii Trel.
- Agave × pumila De Smet ex Baker = A. asperrima × A. nickelsiae

## R
- Agave rhodacantha Trel.
- Agave rovelliana Tod.
- Agave rutteniae Hummelinck
- Agave rzedowskiana P.Carrillo

## S
- Agave salmiana Otto ex Salm-Dyck

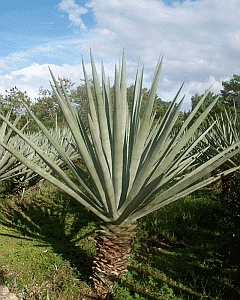
A. sisalana

  - Agave salmiana subsp. crassispina (Trel.) Gentry
  - Agave salmiana subsp. salmiana
- Agave scaposa Gentry
- Agave schidigera Lem.
- Agave schneideriana A.Berger
- Agave schottii Engelm.
- Agave sebastiana Greene
- Agave seemanniana Jacobi
- Agave shaferi Trel.
- Agave shawii Engelm.
  - Agave shawii subsp. goldmaniana (Trel.) Gentry
  - Agave shawii subsp. shawii
- Agave shrevei Gentry
  - Agave shrevei subsp. magna Gentry
  - Agave shrevei subsp. matapensis Gentry
  - Agave shrevei subsp. shrevei
- Agave sisalana Perrine
- Agave sobolifera Houtt.
- Agave sobria Brandegee
  - Agave sobria subsp. frailensis Gentry
  - Agave sobria subsp. roseana (Trel.) Gentry
  - Agave sobria subsp. sobria
- Agave spicata Cav.
- Agave striata Zucc.
  - Agave striata subsp. falcata (Engelm.) Gentry
  - Agave striata subsp. striata
- Agave stricta Salm-Dyck
- Agave stringens Trel.
- Agave subsimplex Trel.

## T
- Agave tecta Trel.

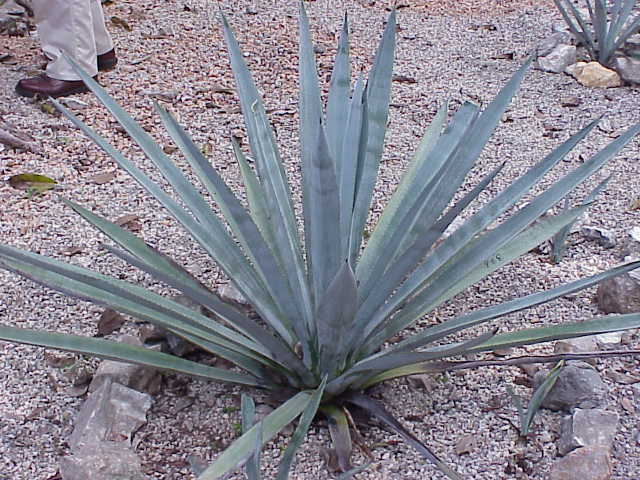
A. tequilana

- Agave tenuifolia Zamudio & E.Sánchez
- Agave tequilana F.A.C.Weber
- Agave thomasiae Trel.
- Agave titanota Gentry
- Agave toumeyana Trel.
- Agave triangularis Jacobi
- Agave tubulata Trel.
- Agave turneri R.H.Webb & Salazar-Ceseña

## U–V
- Agave underwoodii Trel.
- Agave univittata Haw.

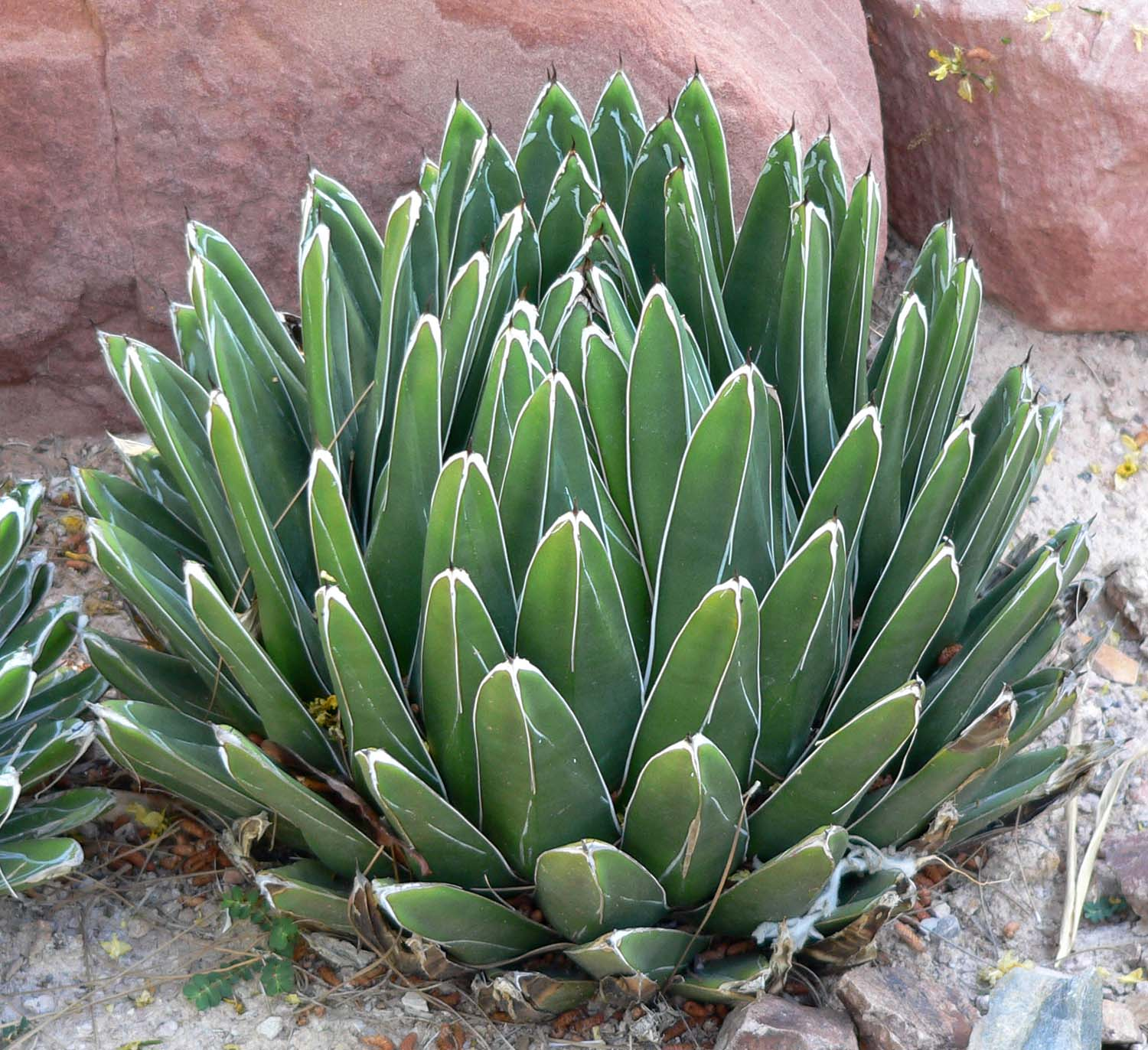
A. victoriae-reginae

- Agave utahensis Engelm. in S.Watson
  - Agave utahensis subsp. kaibabensis (McKelvey) Gentry
  - Agave utahensis subsp. utahensis
- Agave valenciana Cházaro & A.Vázquez
- Agave vazquezgarciae Cházaro & J.A.Lomelí
- Agave vera-cruz Mill.
- Agave vicina Trel.
- Agave victoriae-reginae T.Moore
  - Agave victoriae-reginae subsp. swobodae Halda
  - Agave victoriae-reginae subsp. victoriae-reginae
- Agave vilmoriniana A.Berger
- Agave vivipara L.
- Agave vizcainoensis Gentry

## W–Z
- Agave wallisii Jacobi
- Agave warelliana Baker
- Agave weberi J.F.Cels ex J.Poiss.
- Agave wercklei F.A.C.Weber ex Wercklé
- Agave wildingii Tod.
- Agave wocomahi Gentry
- Agave xylonacantha Salm-Dyck
- Agave zebra Gentry